# Takeru Kitazono
Takeru Kitazono (北園 丈琉, Kitazono Takeru; Osaka, 21 de outubro de 2002) é um ginasta artístico japonês, medalhista olímpico.

## Carreira
Kitazono participou dos Jogos Olímpicos de Verão de 2020 em Tóquio, onde participou da prova por equipes, conquistando a medalha de prata após finalizar a série com 262.397 pontos ao lado de Daiki Hashimoto, Kazuma Kaya e Wataru Tanigawa.